# ناحیه آنتسیرابه یک
ناحیه آنتسیرابه یک (به لاتین: Antsirabe I District) یک منطقهٔ مسکونی در ماداگاسکار است که در واکینانکاراترا واقع شده‌است. ناحیه آنتسیرابه یک ۱۸۰ کیلومتر مربع مساحت و ۲۶۵٬۰۱۸ نفر جمعیت دارد و ۱٬۵۰۰ متر بالاتر از سطح دریا واقع شده‌است.